# Fernando Farrés
Juan Fernando Santa Cruz Cavero conegut com a Fernando Farrés (Lima, 27 de novembre de 1927 - Ibídem, 12 d'abril de 2016) va ser un actor i còmic peruà. Es va iniciar en la ràdio com a actor de radionovel·les, al costat del xilè Enrique Maluenda, David Odría i Enma Cabrera. Va ser part de "les veus" que van caracteritzar a la llegendària Radio Central, convertida en RPP Notícias. Va treballar també en minisèries de la televisió peruana i va participar en la inauguració de la cadena de televisió de l'Estat Canal 7. Va ingressar a Panamericana Televisión l'any 1968. Va treballar a "El caracol", programa còmic peruà que va tenir èxit en diversos mercats del continent. Va ser locutor radiofònic (va estar en Radio Ovación entre els anys setanta i vuitanta). Va ser fundador de l'Associació de Locutors del Perú, de la qual va ser president.
Va participar en moltes obres teatrals, radiofòniques i televisives, així com en anuncis.
Televisió
- Mil oficios... Don Simeón
- El tornillo... Empleado Rodríguez

Cinema
Como en el cine.